# Meleager af Makedonien
Meleager (? – efter 279 f.Kr.) var konge af Makedonien i 279 f.Kr.
Meleager var søn af den makedonske farao Ptolemaios 1. Soter af Ægypten og broder til den makedonske konge Ptolemaios Keraunos, efter hvis død og det kaos den efterlod, Meleager kom til magten som konge i Makedonien. Han herskede dog kun i to måneder før han blev afsat.